# Il mistero delle penne di pavone
Il mistero delle penne di pavone (titolo dell'edizione inglese The Ten Teacups, titolo dell'edizione statunitense The Peacock Feather Murders) è un romanzo poliziesco di Carter Dickson, il sesto della serie di gialli che ha come protagonista Sir Henry Merrivale, alias H.M. - detto il Vecchio - impegnato ancora una volta con un delitto impossibile.

## Trama
Londra, estate 1937. A due anni di distanza dal bizzarro assassinio di William Dartley, rimasto insoluto, l'ispettore Humphrey Masters della polizia di Londra si ritrova alle prese con una nuova sfida che sembra riprodurre la medesima situazione del delitto precedente.
A Scotland Yard viene recapitato un biglietto che invita la polizia a recarsi il giorno 31 Luglio, alle ore 17, in una casa disabitata al n. 4 di Berwick Terrace. Le modalità dell'invito richiamano quelle dell'omicidio Dartley di due anni prima: anche in quella circostanza, la polizia era stata invitata in un'altra casa disabitata di Pendragon Gardens, nella quale era stato trovato morto il ricco collezionista William Dartley.
Convinto che l'avvertimento sia collegato al delitto precedente, e deciso a non farsi sorprendere una seconda volta, Masters si reca da sir Henry Merrivale - capo dei servizi segreti inglesi - per metterlo al corrente dei fatti e chiedere la sua collaborazione, predisponendo al tempo stesso un servizio di stretta sorveglianza presso la casa di Berwick Terrace.
Nonostante la presenza di numerosi agenti di polizia, tra cui il giovane Sergente Pollard, un nuovo omicidio é commesso in una delle stanze all'ultimo piano di Berwick Terrace. Le modalità del delitto, di cui è vittima il giovane Vance Keating, paiono subito inspiegabili poiché Keating é colpito a morte da un'arma da fuoco in una stanza in cui non vi sono altri occupanti, come viene immediatamente constatato da Pollard, accorso dall'esterno della stanza, ove era appostato in attesa.
Sarà compito del burbero Sir Henry Merrivale mettere in ordine i pezzi del rompicapo e giungere alla logica ricostruzione del delitto.

## Personaggi principali
- Vance Keating - un giovane ricco
- Frances Gale - fidanzata di Vance
- Roland Gardner - amico di Vance
- Benjamin Soar - mercante d'arte
- Philip Keating - agente di borsa, cugino di Vance
- Jeremy Derwent - avvocato
- Janet Derwent - sua moglie
- Bartlett - cameriere di Vance
- Sergente Bob Pollard - poliziotto
- Humphrey Masters - ispettore capo di Scotland Yard
- Sir Henry Merrivale - il Vecchio

## Critica
"Tutto molto intrigante, si potrebbe pensare, ma, per quanto ammiri Carr per la sua ingegnosità, ci sono aspetti della sua scrittura (evidenti in questo volume) che trovo abbastanza stancanti. Posso fare a meno, per esempio, del suo umorismo artificioso. [...] Una cosa è porre un problema che il lettore potrebbe o non potrebbe risolvere prima del momento in cui il detective si lancia nella rivelazione finale. Un'altra cosa è bombardare il lettore di informazioni estranee al tal punto che il risultato inevitabile è un totale sovraccarico mentale. [...] Purtroppo ciò che abbiamo qui è, a tratti, affascinante quanto leggere i rapporti contabili di una società interinale. La soluzione, quando infine arriva, ha senso ma dipende in buona parte dal caso."

## Edizioni
- Carter Dickson, Il mistero delle penne di pavone, traduzione di Anna Maria Francavilla, collana Classici del Giallo n. 493, Arnoldo Mondadori Editore, 1985,  p. 204.
- Carter Dickson, Il mistero delle penne di pavone, traduzione di Anna Maria Francavilla, collana Classici del Giallo n. 1070, Arnoldo Mondadori Editore, 2005,  p. 241.